# Ichikawamisato, Yamanashi
Ichikawamisato (市川三郷町 Ichikawamisato-chō) là thị trấn thuộc huyện Nishiyatsushiro, tỉnh Yamanashi, Nhật Bản. Tính đến ngày 1 tháng 10 năm 2020, dân số ước tính thị trấn là 14.700 người và mật độ dân số là 200 người/km2. Tổng diện tích thị trấn là 75,18 km2.